# مؤسسة إدارة الطعام
مؤسسة إدارة الطعام (بالإنجليزية: The Food Trust) منظمة غير ربحية، تأسست في عام 1992 من قبل دوان بيري في فيلادلفيا - بنسلفانيا. المدير التنفيذي الحالي هو يئيل ليمان. هدف المنظمة هو تحسين صحة الأطفال والبالغين من خلال توفير تغذية أفضل. يعمل صندوق الطعام مع الأحياء، المدارس، محلات البقالة، المزارعين وزعماء السياسة من أجل تنفيذ نهج شامل لتحسين الوصول إلى الغذاء، ويجمع بين تعليم التغذية ومزيد من توافر الغذاء الصحي بأسعار معقولة. وهي تدير حاليا 25 سوقاً للمزارعين في منطقة فيلادلفيا. تقبل الأسواق بطاقات سناب/ فوود (بطاقات إي تي بي/ أكسيس) وقسائم برنامج التغذية لسوق المزارعين وشركة فيلي فوود باكس. يتم تمويل صندوق الطعام من قبل المؤسسات الخاصة، المنح الحكومية والمانحين من الأفراد.

## تاريخها
في عام 1992، بدأ صندوق الطعام - الذي كان يعرف آنذاك باسم صندوق ثقة المزارعين - بتوجيه فصول تعليم التغذية لأطفال المدينة الداخلية في سوق ريدينغ ترمينال، وهو سوق للمزارعين في فيلادلفيا. وشرعت المنظمة في فتح سوق مزارعيها الأول في تاسر هومز، وهو مشروع إسكان عام في حي غرايز فيري في فيلادلفيا. وفي مرة خلال أسبوع وبمساعدة من مجلس مستأجر تاسكر هومز، أنشأ طاقم العمل الصغير في المنظمة جدولاً طويلاً للإنتاج. وأردف دوني بيري مؤسس صندوق الطعام «لم ير الناس هذا النوع من الجودة في الإنتاج في حيهم من قبل». وفي العقدين اللذين أعقبا افتتاح سوق تاسر هومز، عمل صندوق الطعام مع الأحياء، المدارس، محلات البقالة، المزارعين وصانعي السياسات في فيلادلفيا وفي جميع أنحاء البلاد لتغيير مفهوم العامة تجاه الغذاء الصحي ولزيادة فرص توافره.

## الشركاء
لدى صندوق الطعام شراكة بين القطاعين العام والخاص مع مبادرة تمويل الأغذية الطازجة في بنسلفانيا (إف إف إف آي). ومنذ إطلاقه في عام 2004، قام (إف إف إف آي) بتمويل 83 مشروعًا في السوبر ماركت في جميع أنحاء الولاية. ويتم إدارة الشراكة البالغة قيمتها 85 مليون دولار بواسطة صندوق إعادة الاستثمار. وقد وفرت تمويلاً لـ 88 مشروع بيع للأغذية الطازجة في 34 مقاطعة في ولاية بنسلفانيا، مما أدى إلى إنشاء أو الحفاظ على أكثر من 5,023 فرصة عمل.
في عام 2013، أطلقت المنظمات الثلاث بوابة الوصول إلى الأغذية الصحية للجمع بين المجموعة المتنامية بسرعة من الأبحاث والأدوات والموارد لمؤيدي الوصول إلى الغذاء الصحي، الممارسين وأصحاب المشاريع في قطاع الأغذية. يقوم هذا الموقع بتسخير البيانات والموارد لتزويد المجتمعات بالأدوات والمعلومات اللازمة للتخطيط والتنفيذ الناجحين للسياسات والبرامج والمشروعات، بالإضافة إلى إطلاق الأعمال المبتكرة لنظم الأغذية التي تعمل على تحسين الوصول إلى الغذاء الصحي في المجتمعات «أصحاب لون البشرة» والمجتمعات منخفضة الدخل.

## العملاء
- جمعية القلب الأمريكية
- مركز السيطرة على الأمراض والوقاية منها
- تحالف الأمن الغذائي المجتمعي
- مجلس محافظة ديكالب للصحة، جورجيا
- دي. سي لحلول الجوع
- مركز جونز هوبكنز لمستقبل قابل للعيش
- جمعية الألبان منتصف الأطلسي
- مؤسسة صحة المجتمع بين بنسلفانيا الشمالية
- شركاء من أجل الصحة
- معهد الصحة العامة في شيكاغو متروبوليتان
- مؤسسة روبرت وود جونسون
- مركز جامعة تمبل لبحوث السمنة والتعليم

## الأسواق
- 10 وجيرمانتاون - شارع 10 في جادة جيرمانتاون
- حديقة نهر شيلكيل - شارع 25 في شارع سبروس
- مركز النقل بفرانكفورد - جادة بوسولتن - جادة فرانكفورد
- كينجسيسنج- شارع 58 في شارع تشيستر
- Haddington Friday - 52nd Street at Haverford Avenue
- Strawberry Mansion - North 33rd Street at Diamond Street
- بالمر بارك - شارع فرانكفورد في شارع شرق بالمر
- ساحة نوريس - جادة غرب سسكويهانا في شارع هوارد
- بوينت برييز - 22nd Street at Tasker Street
- Oxford Circle - Oxford Circle Mennonite Church، 900 East Howell Street
- برود آند ريتنر - شارع برود في شارع ريتنر
- غرايز فيري - شارع 29 في شارع وارتون
- فيرمونت - شارع 22 في جادة فيرمونت
- برود آند ساوث -برود آند ساوث في شارع ساوث
- سيسل بي مور - جادة سيسل بي مور في شارع برود
- Overbrook Farms - Overbrook Presbyterian Church، Lancaster Avenue at City Avenue
- جيرمانتاون - جادة جيرمانتاون في وولنت لين
- كلارك بارك الخميس - الشارع 43 في شارع بالتيمور
- Hunting Park - West Hunting Park Avenue at Old York Road
- هادينجتون وينزداي - شارع 53 في جادة هافرفورد
- مركز أولني للنقل - شارع برود في شارع أولني
- ويست أوك لين - جادة أوجندز في شارع 72
- حديقة كلايفدين - جادة شيو في شارع جوهنسون
- هيد هاوس- الشارع الثاني في شارع لومبارد